# Cimetière militaire allemand de Flavigny-le-Petit
Le cimetière militaire allemand de Flavigny-le-Petit est un cimetière militaire de la Première Guerre mondiale situé sur le territoire de la commune de Guise dans le département de l'Aisne.

## Historique
Le cimetière militaire allemand de Flavigny-le-Petit a été créé par l'armée allemande à la fin du mois d'août 1914. Après le 11 novembre 1918, furent transférés ici les dépouilles de soldats provenant de 35 autres lieux différents des environs.

## Caractéristiques
2 336 dépouilles de soldats allemands reposent dans ce cimetières, 1 425 en tombes individuelles matérialisées par des croix en pierre et 911 dans un ossuaire dont 16 ont été identifiées. Ce sont pour l'essentiel des soldats morts des suites de leurs blessures dans les hôpitaux militaires de Flavigny entre 1914 et 1918.

## Galerie

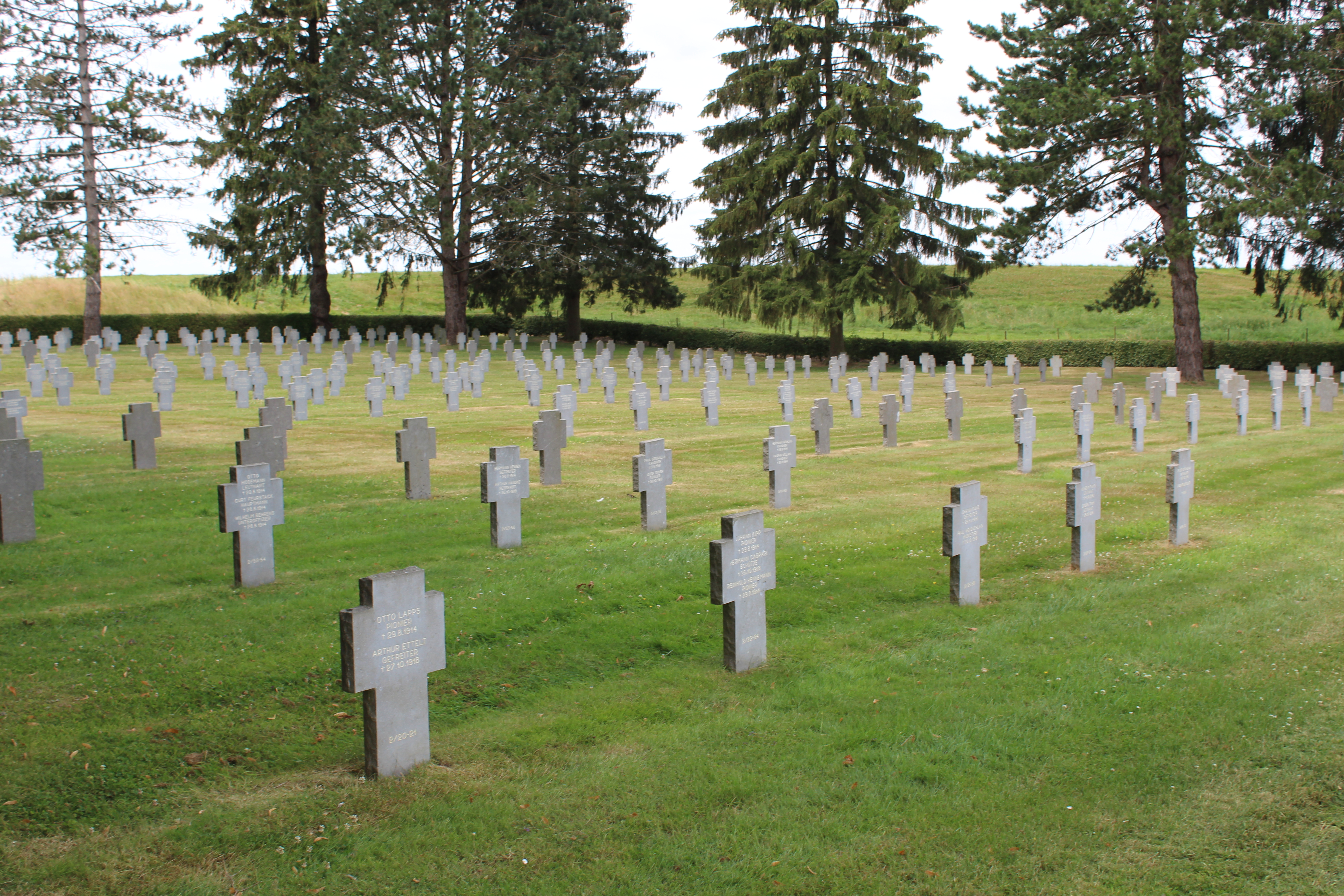
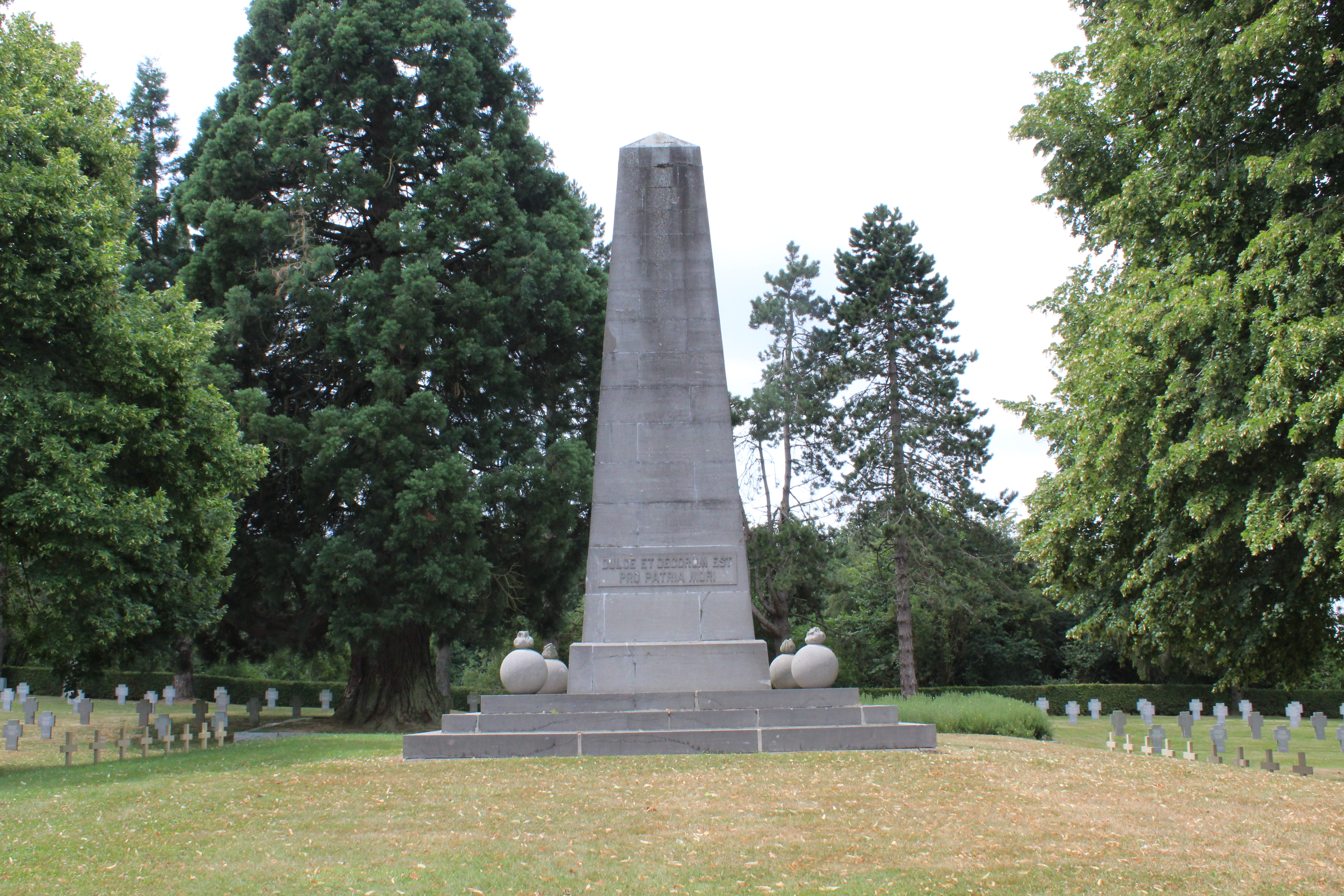
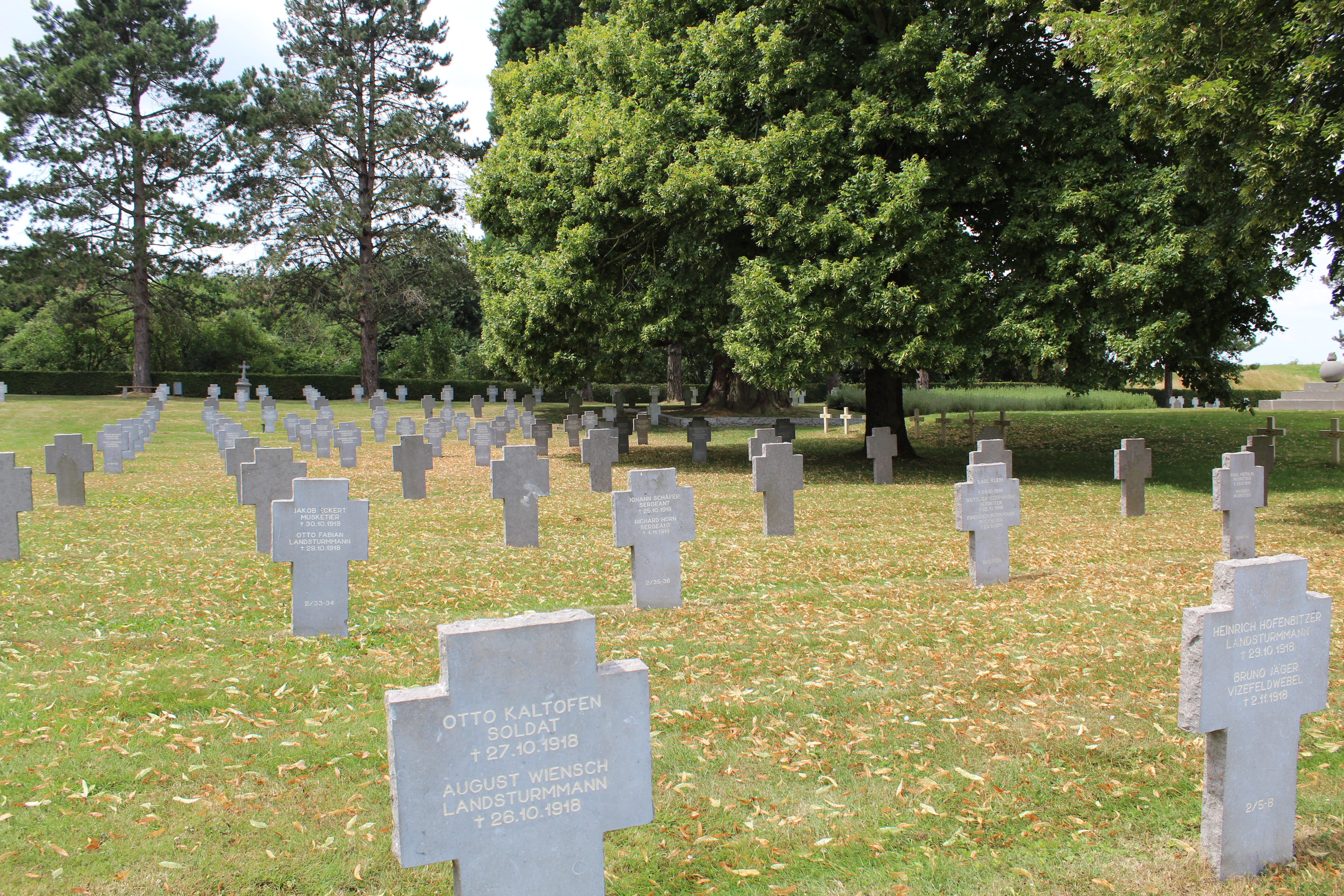
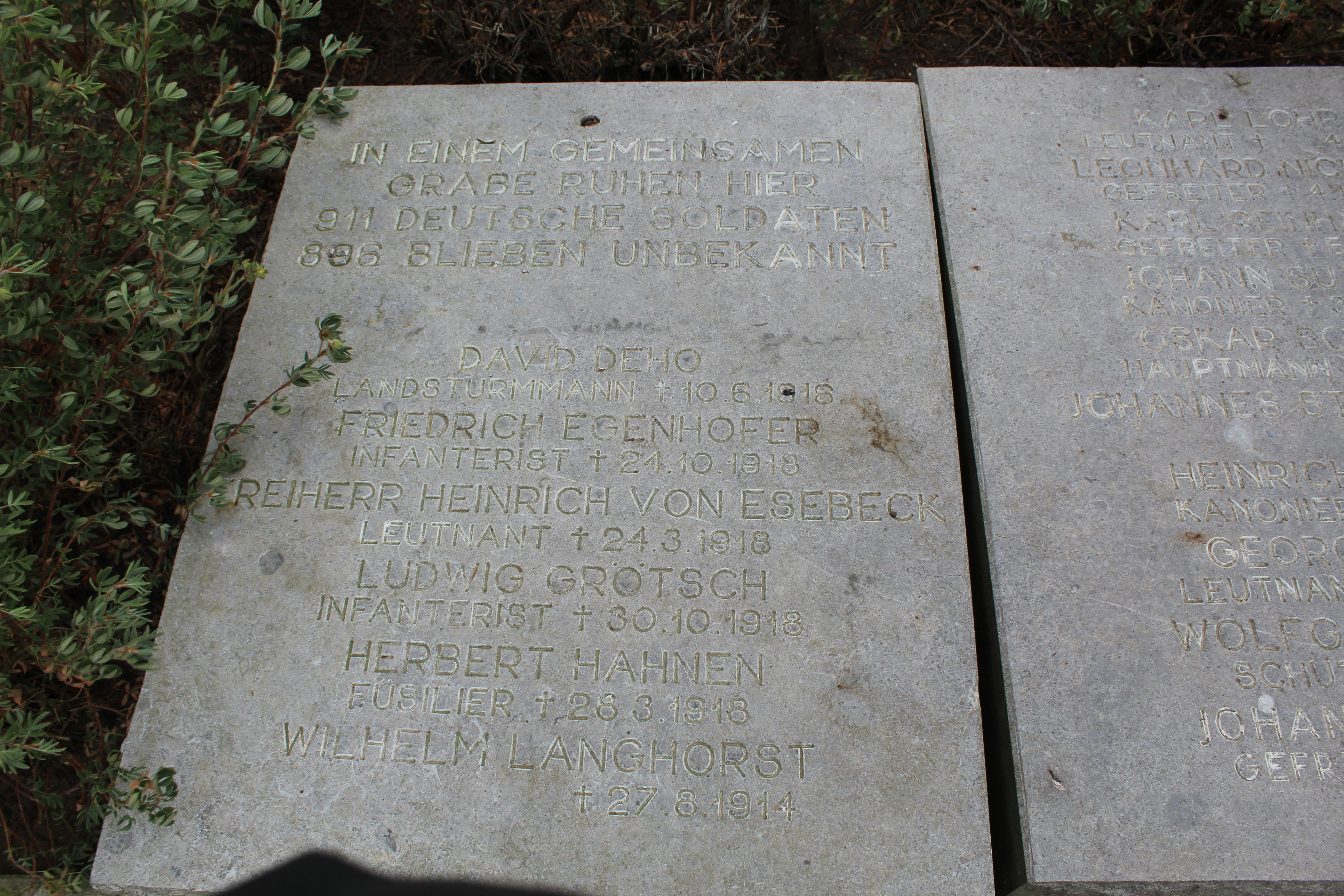
Dans cette fosse commune reposent 911 soldats allemands, dont 886 inconnus.